# Администрация по защите фермерских хозяйств
Администрация по защите фермерских хозяйств (англ. Farm Security Administration, FSA/ФСА) — американское федеральное агентство, созданное в период Нового курса Франклина Рузвельта, в сентябре 1937 года; заменило собой сменил Администрацию по переселению, действовавшую в 1935—1937 годах. Целью FSA была борьбы с сельской бедностью в США во время Великой депрессии. FSA стала известна своим небольшим — 175 000 черно-белых негативов — но влиятельным фото-проектом, в котором освещались проблемы сельской Америки: фотографии представляют собой детальную иллюстрацию истории жизни американцев в период с 1935 по 1944 год.
FSA предпринимала усилия по «сельскому восстановлению», направленные на улучшение жизни беднейших землевладельцев, а также — реализовывала программу по приобретению земельных участков и расселению фермеров в коллективные (групповые) хозяйства, расположенные на землях, более подходящих для эффективного ведения сельхоздеятельности. Критики FSA выступали против подобных инициатив, видя в них эксперимент по коллективизации в США. Постепенно FSA стала программой помощи бедным фермерам в приобретении земли — в таком виде она продолжает действовать и в XXI веке.